# Montauban
Montauban [mɔ̃tobɑ̃] (okzitanisch: Montalban) ist eine französische Stadt mit 62.487 Einwohnern (Stand 1. Januar 2022) in der Landschaft Quercy im Département Tarn-et-Garonne in der Region Okzitanien. Montauban ist Verwaltungssitz des Départements Tarn-et-Garonne. Die Bewohner werden Montalbanais und Montalbanaises genannt.
Die Gemeinde erhielt 2023 die Auszeichnung „Drei Blumen“, die vom Conseil national des villes et villages fleuris (CNVVF) im Rahmen des jährlichen Wettbewerbs der blumengeschmückten Städte und Dörfer verliehen wird.

## Lage und Klima
Die knapp 100 m hoch gelegene Stadt befindet sich gut 54 km (Fahrtstrecke) nördlich von Toulouse an der Mündung des Tescou in den Tarn. Das Klima ist gemäßigt bis warm; Regen (ca. 750 mm/Jahr) fällt übers Jahr verteilt.

## Bevölkerungsentwicklung
| Jahr                       | 1800   | 1851   | 1901   | 1954   | 1999   | 2019   | 2021   |
| Einwohner                  | 21.950 | 24.726 | 30.506 | 38.321 | 51.855 | 61.372 | 61.919 |
| Quellen: Cassini und INSEE |        |        |        |        |        |        |        |

## Wirtschaft
Im Schatten von Toulouse hat sich Montauban in den letzten Jahrzehnten des 20. Jahrhunderts zu einem wirtschaftlichen Großraum (Grand Montauban) entwickelt. Neben der traditionellen Landwirtschaft spielt auch die Hochtechnologie eine immer stärkere Rolle. Montauban ist über seinen Hauptbahnhof im Vorort Ville Bourbon an das TGV-Netz angeschlossen; für 2027 ist auch der Anschluss an das LGV-Netz geplant. Zwischen Montauban und Montech verläuft der Canal de Montech (deutsch: Montech-Kanal), der eine schiffbare Verbindung mit dem Canal latéral à la Garonne („Garonne-Seitenkanal“) gewährleistet.

## Geschichte

### Mittelalter

#### Planstadt
Neben Mont-de-Marsan ist Montauban eine der ältesten Bastiden (Planstadt) in Südfrankreich. Sie wurde 1144 von Alphonse Jourdain, Graf von Toulouse, gegründet. Die Einwohner ließ er vornehmlich aus dem Nachbardorf Montauriol holen, das der Abtei St. Théodard unterstand.
Auf einem Vorsprung am Tarn zwischen dem Tescou und der Lagarrigue (jetzt getunnelter Fluss) lag Montauban in strategischer Position und wachte im äußersten Norden der Grafschaft über den Tarnübergang, gegen Franzosen und Engländer. Ein rechteckiges Straßenraster verrät die Planstadt, in der Mitte bleibt ein Quadrat frei: der Marktplatz (Place Nationale). Die großzügig erteilten Steuerprivilegien zogen schnell Leute an. Nach dem Fall der Grafschaft Languedoc-Toulouse in den Albigenserkriegen kam das Languedoc 1229 im Vertrag von Paris zu Frankreich und die Niederlegung der Stadtmauern wurde befohlen. Die Stadt litt unter den Plünderungen durch die Albigenser und unter der Inquisition. Um 1317 wurde sie von Papst Johannes XXII. zum Sitz einer Diözese bestimmt. Die Basilika St. Théodard wurde Kathedrale. Von 1304 bis 1335 gelang der Bau einer festen Brücke über den Tarn, der heutige Pont Vieux, und machte Montauban zur begehrtesten Flussquerung für das gesamte Haut-Languedoc. Der Handel mit Tuch, Wein und dem in den Flussmühlen im Tarn gemahlenen Getreide machte die Stadt reich.
1361 fiel Montauban mit dem Vertrag von Bretigny an die Engländer – als deren letzte Festung von Bordeaux nach Süden. Verwaltet wurde es vom Schwarzen Prinzen. Immer wieder von der einen oder anderen Seite angegriffen und zudem durch die Pest entvölkert, erlitt es einen Niedergang. 1414 endete die englische Herrschaft.

### Neuzeit

#### Hochburg des Calvinismus
In der Händlerstadt breitete sich die kalvinistische Reformation seit 1550 rasant aus.
In Frankreich begann der Religionskrieg. 1561 brachen protestantische Massen die Kathedraltore auf, plünderten die Kirche und setzten sie in Brand. Das Gleiche geschah mit allen anderen Kirchen und Kapellen außer St. Jacques, die als Tempel diente. Die Klöster wurden aufgelöst und abgerissen, aus den Steinen wurden Bastionen um die Stadt gebaut. Viele katholische Bürger wurden vertrieben. Die Stadt widerstand zwei Angriffen der katholischen Armee (1562 durch Blaise de Monluc). 1565 befahl König Karl IX. die Schleifung, die aber nur teilweise durchgeführt wurde. 1576 kam Heinrich von Navarra, der spätere Henri IV., als Anführer der protestantischen Truppen und ließ die Befestigung ausbauen. Er sicherte den Brückenkopf auf der anderen Tarnseite durch einen Vorort mit drei Bastionen, genannt Ville-Bourbon. Jahrelang wurden die Befestigungen ausgebaut. Im Edikt von Nantes wurde Montauban 1598 wie La Rochelle zum „sicheren Ort“ (place de sûreté). Die Stadt wurde zu einer kleinen Hugenotten-Republik mit 15.000 Einwohnern, einer Akademie als Pfarrerkolleg und einer Universität. Der Gewerbefleiß der Hugenotten bewährte sich auch hier und die Textilindustrie brachte ein reiches Handelsbürgertum hervor.

#### Die Unterwerfung
1620 begann sich der Kampf Ludwigs XIII. gegen die Protestanten abzuzeichnen. Ludwig und sein Befehlshaber de Luynes belagerten 1621 Montauban mit einer Armee von 25.000 Mann und starker Artillerie. Vom 18. August bis zum 21. November wurde die Stadt beschossen, doch der König belagerte die Stadt 86 Tage lang, ohne dass sie aufgab. Er konnte die Bürger nicht zur Kapitulation zwingen und zog ab. Die Stadt lag trotzdem zerstört und verarmt da. Richelieu ging zielstrebig an die Beseitigung des Protestantismus in Frankreich; er eroberte La Rochelle und unterwarf 1629 auch Montauban. Am 20. August zog Richelieu in die Stadt ein und ließ die Stadtmauern niederlegen. Noch im gleichen Jahr starben 6000 Einwohner an der Pest.
Es begann die Rekatholisierung. 1630 kamen zuerst die Kapuziner, dann die übrigen katholischen Orden. Die Jesuiten bauten ihr Kolleg, der Bischof seinen Palast. Intendant Foucault ließ große Plätze und Straßen anlegen. Katholische Bauern und Handwerker aus dem Umland wurden in der Stadt angesiedelt. Der Stadtrat musste zur Hälfte katholisch sein (mi-parti, 1631). Viele Verwaltungsdienststellen wurden nach Montauban verlegt, um königs- und kirchentreue Beamte von auswärts in die Stadt zu bringen. 1635 wurde Montauban Sitz einer umfangreichen Intendanz (Generalität), die von Bordeaux abgetrennt wurde und eines Bureau des Finances, der königlichen Steuerverwaltung. Wirtschaftlich ging es schnell aufwärts, die Intendanten als Vertreter aller königlichen Gewalten machten aus Montauban eine der bedeutenden Provinzstädte Frankreichs. Montauban wurde Gerichts- und Juristenstadt: Sénéchaussée (Unteres Gericht), Présidial (Mittleres Gericht, für das Quercy: Cahors und Montauban, darüber stand als Obergericht das Parlament von Toulouse). Aus Cahors wurde das „Tribunal de la Cour des Aides“, der Finanzgerichtshof, nach Montauban verlegt, wodurch viele reiche „Gens des Robes“ in die Stadt kamen. Trotz der Rekatholisierungsbemühungen blieb die freie Ausübung des protestantischen Glaubens gewahrt. Dies änderte sich mit dem Machtantritt Ludwigs XIV. Erneut erlitten die Protestanten als Angehörige der „R.P.R.“ (Religion Pretendue Reformée, „Vermeintliche reformierte Religion“, Kürzel der königlichen Urkunden für Hugenotten) zahlreiche Unterdrückungsmaßnahmen. Seither wurden die Protestanten von den öffentlichen Ämtern ausgeschlossen (1661 vom Konsulat=Stadtrat, später auch vom Conseil de Police – für öffentliche Ordnung – und Conseil Général – für Finanzen). Beide protestantischen Tempel wurden abgerissen. Die Dragonaden folgten: Soldaten des Königs wurden in den Häusern der Hugenotten einquartiert, um die Bewohner so lange zu drangsalieren, bis sie konvertierten; sie wurden gefoltert, zu willkürlichen Strafen verurteilt, auf die Galeeren geschickt oder einfach gehängt, ihre Häuser wurden abgerissen.
Mit der Rücknahme des Edikts von Nantes im Jahre 1685 erging ein Verbot der Ausübung der protestantischen Konfession. Königliche Soldaten fielen nochmals über die Protestanten der Stadt her. Am 20. August 1685 marschierten Truppen des Marquis de Boufflers ein. Im Zeitraum von neun Tagen kam es zu 10.000 Zwangskonvertierungen. Jene, die sich weigerten, ihrem Glauben abzuschwören, wurden deportiert; ihre Kinder wurden von den Eltern getrennt und in katholische Internate gebracht. Die letzten protestantischen Familien wurden exiliert. 1692 wurde der Grundstein der neuen Kathedrale gelegt, für die Ludwig XIV. seine besten Architekten schickte. Mit der Vernichtung des Protestantismus war auch der Untergang der seit dem Mittelalter tradierten städtischen Selbstverwaltung verbunden, der König setzte überall seine Leute ein, die absolutistische Regierung begann.
Durch die Tuchherstellung blühte der Handel wieder auf; der „Cadis“ von Montauban, ein fester Stoff, wurde bis nach Kanada exportiert. Mit 27.000 Einwohnern war Montauban die drittgrößte Stadt des Südwestens nach Toulouse und Bordeaux. Die Revolution wurde von den verbliebenen Protestanten begrüßt, brachte der Stadt aber eine vernichtende Herabstufung in der politischen Hierarchie: die drittgrößte Stadt des Südwestens, Hauptstadt einer großen Generalität, wurde nicht einmal Hauptstadt eines Departements. 1808 versprach Napoleon, vom Bürgermeister auf dem Rückweg von Spanien eingeladen, die Einrichtung eines neuen Departments, Tarn-et-Garonne – eine Fusion aus Languedoc, Gascogne, Rouergue und Quercy. Dennoch setzte der wirtschaftliche Niedergang ein. Erst in den 1960er-Jahren stieg die Einwohnerzahl wieder über den Stand von 1790.

#### Akademie und Fakultät
1598 beschloss die Nationalsynode der Reformierten Kirche in Frankreich, in Montauban eine Akademie zum Studium der Philosophie, Theologie, Medizin und der Rechte zu errichten. Vor allem dank des Theologen Daniel Chamiers wurde sie in kurzer Zeit sehr berühmt. Nach 1621 konnte die Akademie nur noch als theologische Schule weiterbestehen, wurde 1660 nach Puylaurens verlegt und 1685 aufgehoben.
Nach dem Napoleonischen Konkordat wurde 1808 eine neue Theologische Fakultät gegründet. Sie wurde im 19. Jahrhundert zur Hochburg des konservativen Calvinismus; hier wirkten Daniel Encontre, Adolphe Monod, Guillaume Adam de Félice und Émile Doumergue. 1919 wurde die Fakultät nach Montpellier verlegt.

#### Montauban vor und im Zweiten Weltkrieg
Nur indirekt gibt es Hinweise darauf, dass es in Montauban während des Spanischen Bürgerkriegs und auch nach dessen Ende größere Flüchtlingsunterkünfte für spanische Bürgerkriegsflüchtlinge gegeben hat. Den Hinweis hierzu liefert Geneviève Dreyfus-Armand mit ihrer Untersuchung über die Schule für spanische Kinder in Montauban.

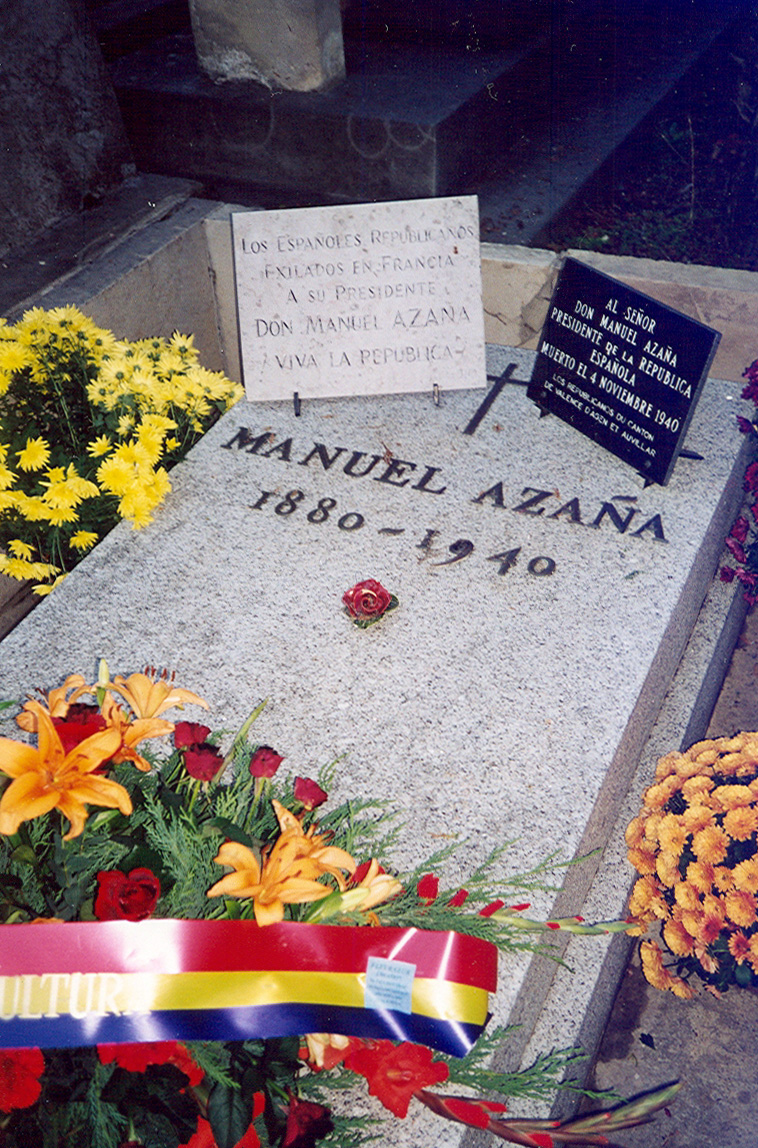
Grab Azañas in Montauban

Bereits im Juni 1937 wurde in Montauban eine erste Schule für Kinder von Bürgerkriegsflüchtlingen aus dem Baskenland eingerichtet. Aufgrund des starken Zustroms von Flüchtlingen wurde im März 1938 eine zweite Schule eingerichtet, und die Gemeinde sah sich im April mit dem Zustrom von etwa 600 Kindern konfrontiert. Unter der Schirmherrschaft der Präfektur wurden ab Juni spanische Kinder im Alter zwischen 7 und 14 Jahren unterrichtet, und abends wurden auch Kurse für analphabetische Mütter angeboten.
Im April 1940 schloss die Präfektur die Flüchtlingsunterkünfte und stellte die Zuschüsse für die Schule ein. Die Gemeinde beschloss daraufhin, die Schule in Zusammenarbeit mit zwei spanischen Flüchtlingsorganisation, die für die Bezahlung von vier Lehrkräften aufkamen, fortzuführen. Als die Flüchtlingsorganisationen nicht mehr für die Unterstützung aufkommen konnten, übernahmen die Quäker deren Kostenanteile. Die Gemeinde kam weiterhin für die Räumlichkeiten auf und leistete auch einen Betriebskostenzuschuss. Von Januar 1940 bis zur Befreiung trugen die Quäker die kompletten Kosten für die Schule.
Die spanische Schule in Montauban, durch die das tägliche Leben der Kinder (Essen, Kleidung, Bildung) gesichert war, scheint eher eine Ausnahme gewesen zu sein, denn das Vichy-Regime brachte in der Regel Kinder zusammen mit ihren Müttern in den Internierungslagern unter.
Inwieweit in Montauban – ähnlich wie im benachbarten Septfonds – Internierungen spanischer Bürgerkriegsflüchtlinge stattfanden, ist nicht bekannt, obwohl sich hier das Grab von Manuel Azaña befindet, des letzten Präsident der Zweiten Spanischen Republik, der 3. November 1940 in Montauban nach der Niederlage gegen Franco im Exil verstarb. In einigen Quellen wird Montauban als Sitz eines Centre de rassemblement des étrangers (Sammelstelle für Ausländer) genannt. Dazu passt, dass auf einer Webseite der Organisation AJPN - anonymes, Justes et persécutés durant la période nazie dans les communes de France ein Centre de Groupement de Travailleurs Etrangers (GTE) aufgeführt wird, in dem spanische und deutsche Fremdarbeiter 1940 interniert gewesen sein sollen. Sie seien in Nebengebäuden der beiden Krankenhäusern von Montauban und im Gefängnis untergebracht gewesen. Im Jahr 1942 organisierten Intellektuelle und Künstler aus Mitteleuropa eine Art Volkshochschule innerhalb dieser GTE-Einheit 302.

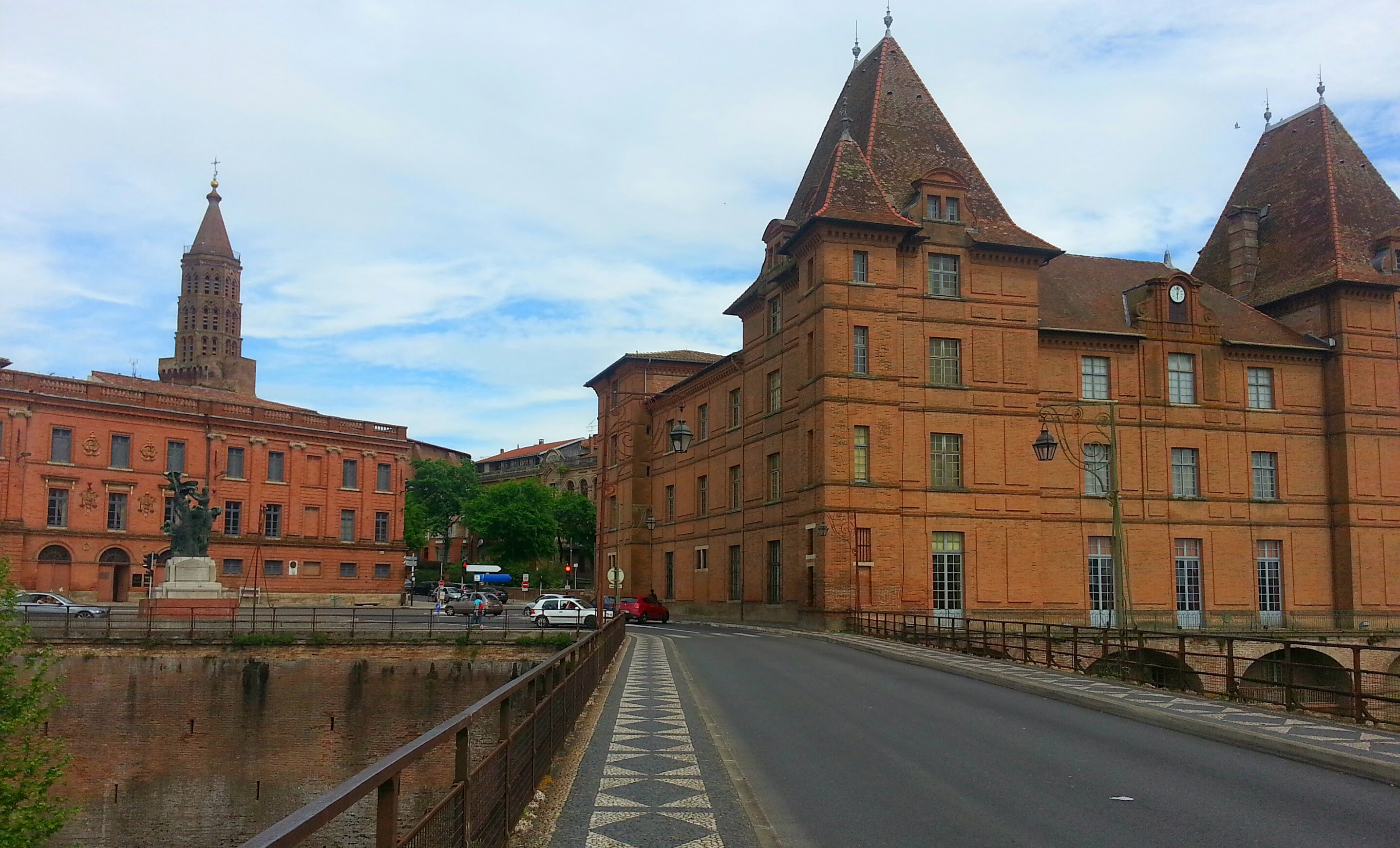
Blick auf das Musée Ingres Bourdelle (rechts)

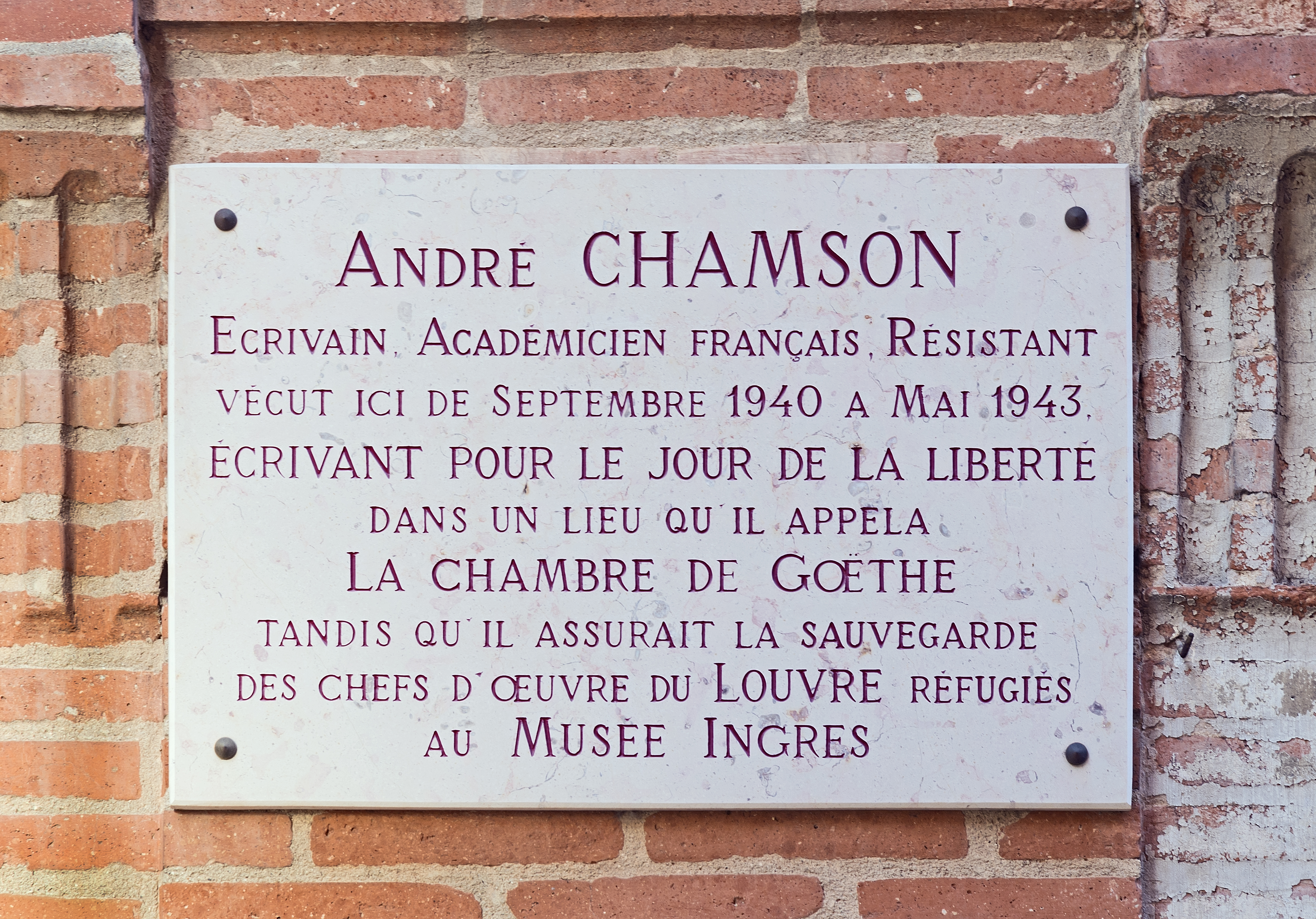
Gedenktafel für André Chamson

Mit dem Vorrücken der Deutschen wurden auch die Pariser Kunstschätze im Süden Frankreichs in Sicherheit gebracht. Auf diese Weise kam auch die Mona Lisa zusammen mit einem Teil der Sammlungen des Louvre und des Schlosses von Versailles nach Montauban und fand Schutz im Musée Ingres Bourdelle, wo sich der Schriftsteller, Akademiker und Widerstandskämpfer André Chamson um diese Kunstschätze kümmerte. An ihn erinnert in Montauban eine Gedenktafel.
Nach dem Beginn der Operation Barbarossa verlangten die deutschen Besatzungsbehörden von der Vichy-Regierung Verhaftungen von Kommunisten sowohl in der besetzten Zone als auch in der freien Zone. Diese führte zumindest kurzfristig auch zu Internierungen in Montauban, wobei die Unterbringung hier meist nur eine Zwischenstation in andere Internierungslager oder in deutsche Vernichtungslager war.
1995 wurde ein Ausstellungs- und Dokumentationsraum im heutigen Museum des Widerstands- und der Kämpfer von Montauban eingerichtet, der der Geschichte der Internierungslager im Südwesten Frankreichs, insbesondere der des Lagers Septfonds gewidmet ist.

## Verkehr
Der Bahnhof Montauban-Ville-Bourbon wurde am 29. August 1856 eröffnet, als die Compagnie des chemins de fer du Midi et du Canal latéral à la Garonne den Abschnitt von Valence d’Agen nach Toulouse der Bahnstrecke Bordeaux–Sète in Betrieb nahm. Am 30. August 1858 kam eine Zweigstrecke der Compagnie du chemin de fer Grand-Central de France hinzu, die Montauban mit dem Bahnhof Lexos in der Gemeinde Varen verband. Über sie wurde es erstmals möglich, Paris auf der Schiene zu erreichen. Mit der Eröffnung des Endabschnitts der Bahnstrecke Les Aubrais-Orléans–Montauban-Ville-Bourbon am 10. April 1884 durch die Compagnie du chemin de fer de Paris à Orléans wurde die Verbindung nach Paris entscheidend verbessert. In jenem Jahr ging auch die Bahnstrecke Montauban-Ville-Bourbon–La Crémade in Betrieb, die 1991 stillgelegt wurde.
Heute wird Montauban im Fern- und Regionalverkehr mit TGV-, Ouigo-, Intercity- und TER-Zügen bedient.

## Bauwerke und Plätze

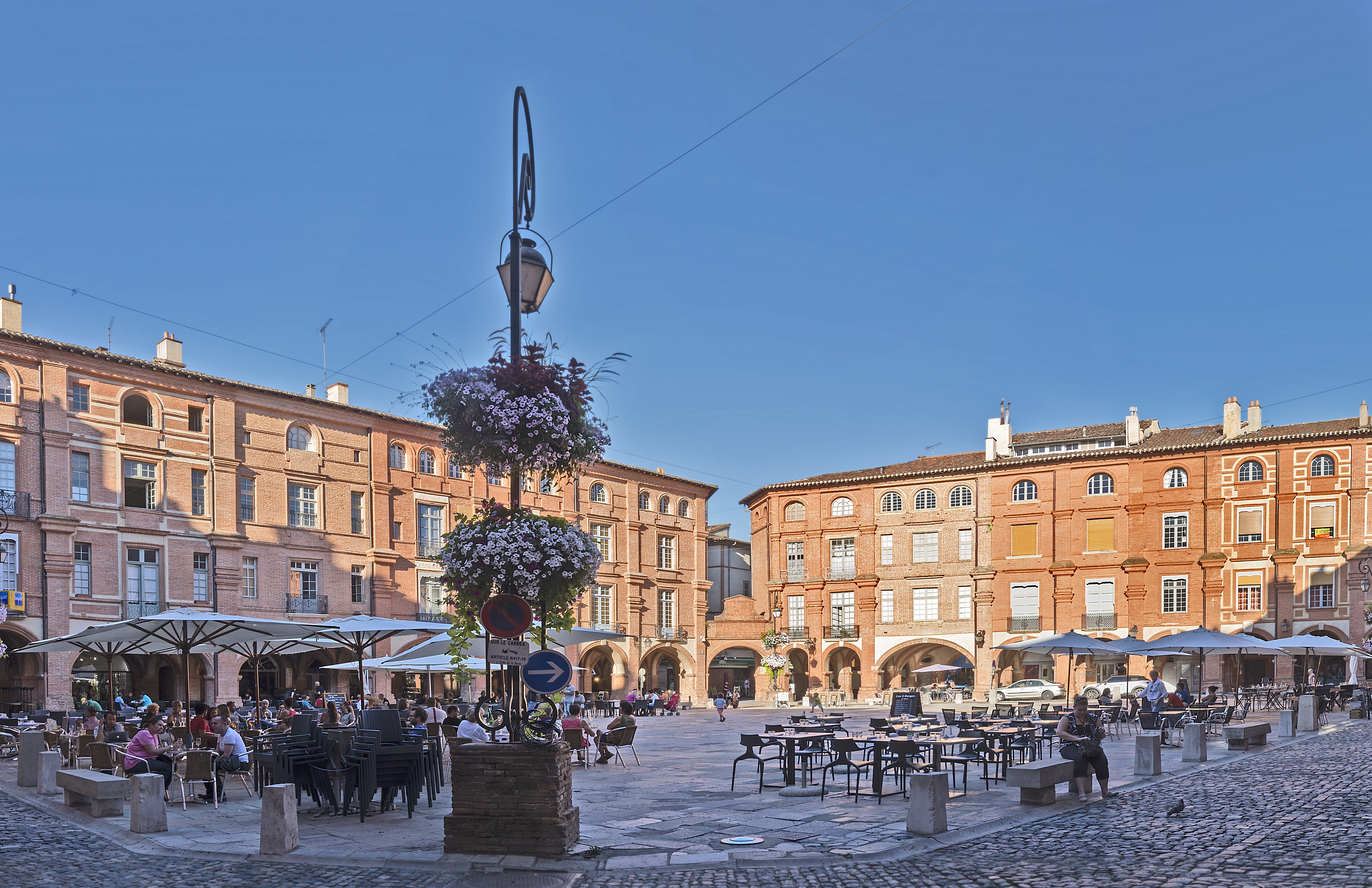
Place Nationale

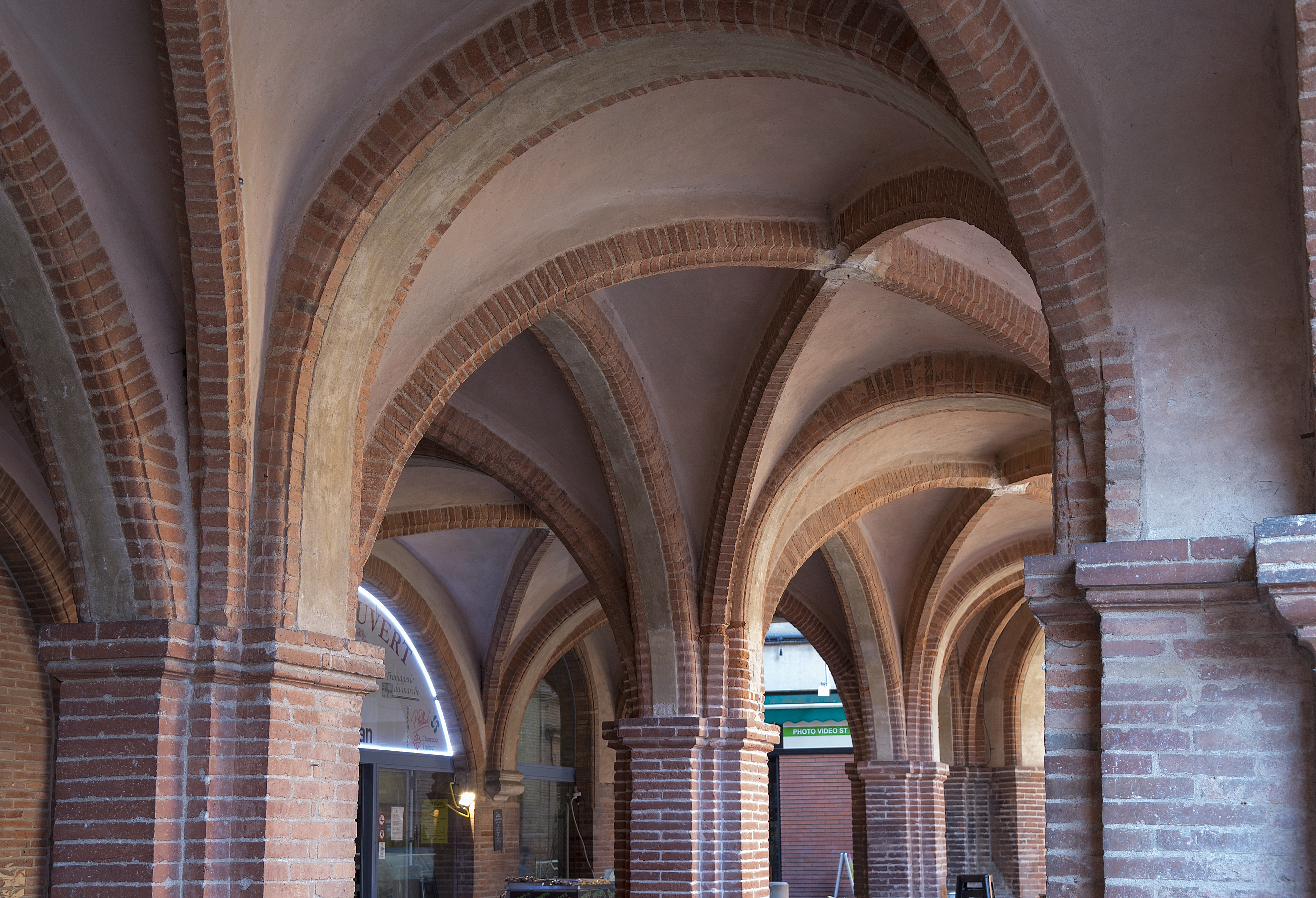
Arkaden an der Place Nationale

Wie in der gesamten Region ist roter Backstein der vorherrschende Baustoff.
- Die Place Nationale lässt in ihrem Grundriss noch den Marktplatz der Planstadt des Mittelalters erkennen. Damals stand hier das Rathaus. In ihrer heutigen, regelmäßigen Form entstand sie als Place Royale im 17. Jahrhundert. An einem Winkel ist das Ellenmaß der Stadt angebracht. Zwei Joche tiefe gewölbten Laubengänge umziehen den Platz.
- Die Kathedrale von Montauban ist ein barock-klassisches Monument des Katholizismus, in ihrem Inneren befindet sich Ingres’ Gemälde „Der Schwur Ludwigs XIII.“.
- Der alte Bischofspalast beherbergt das Musée Ingres mit zahlreichen Werken und dem privaten Nachlass des bedeutendsten Sohnes der Stadt, J. A. D. Ingres. Außerdem sind viele Arbeiten des Bildhauers Antoine Bourdelle zu sehen.
- Die Kirche Saint Jacques ist der einzige erhaltene mittelalterliche Kirchenbau, eine typische südfranzösische gotische Saalkirche (eglise à nef unique).
- Eine Brücke aus dem 14. Jahrhundert – die Pont Vieux – führt über den Tarn. Die Baugenehmigung durch König Philippe le Bel 1303 forderte drei Türme, die dem König gehören sollten. Dazu stiftete er Steuererlasse und Holz (zum Ziegelbrand). 1311 war Baubeginn, 1335 wurde das Werk vollendet. Es widerstand selbst der großen Flut von 1930. Die Pfeiler bestehen aus Tuff, die Löcher dienen zum Wasserdurchlass bei Hochwasser. Auf dem vierten Pfeiler stand der Mittelturm mit der Kapelle Sainte Catherine und einem Eisenkäfig zum Eintauchen von Gotteslästerern in den Fluss (vgl. Rabenbrücke Straßburg). Die drei Türme auf der Brücke existieren heute nicht mehr.
- Die Pont Neuf von 1913 war die zweite Brücke in Montauban.
- Von den Befestigungen sind nur wenige Reste erhalten.
- Der Ortsteil Villebourbon liegt auf der anderen Flussseite.

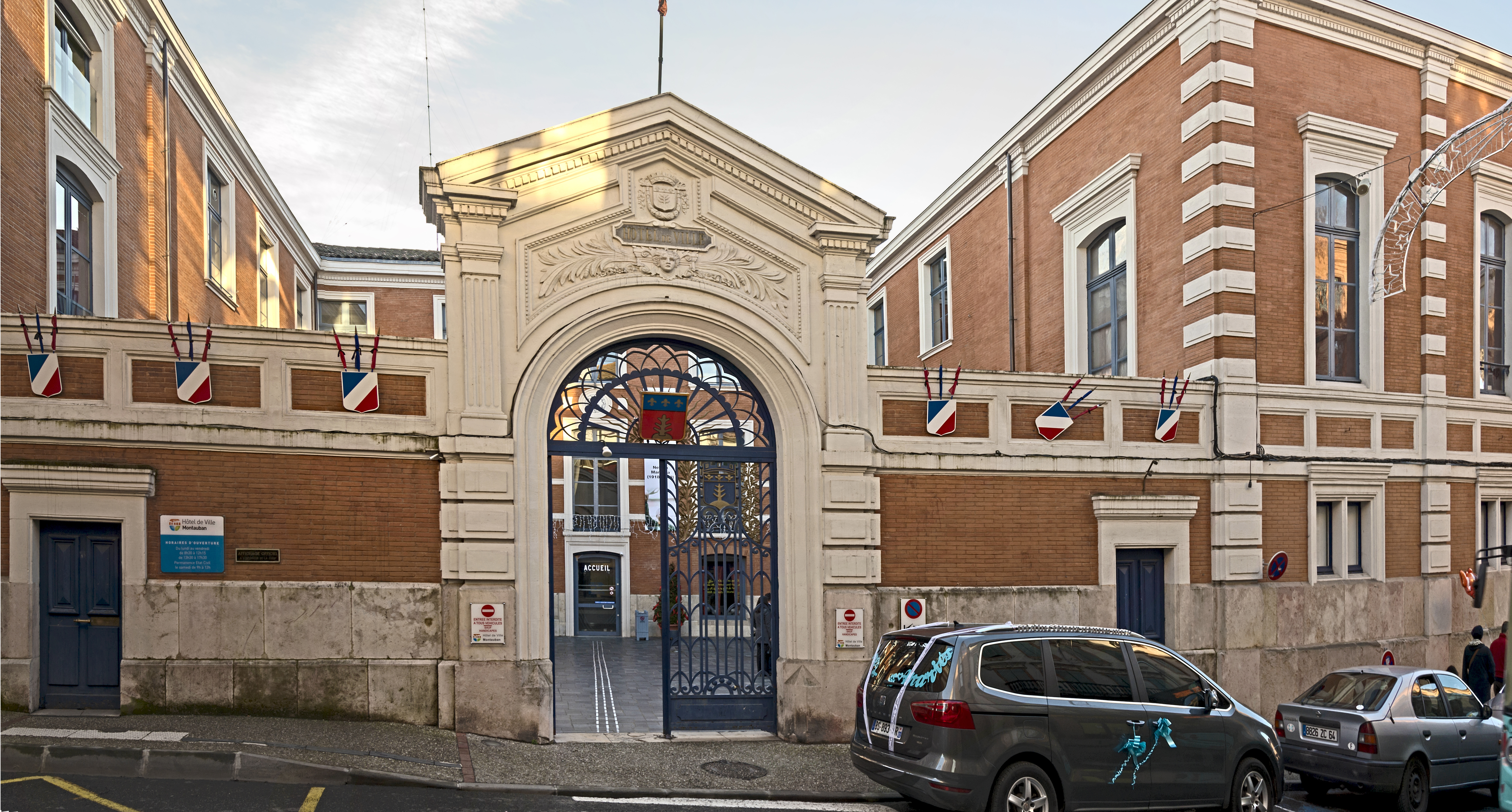
Stadthalle
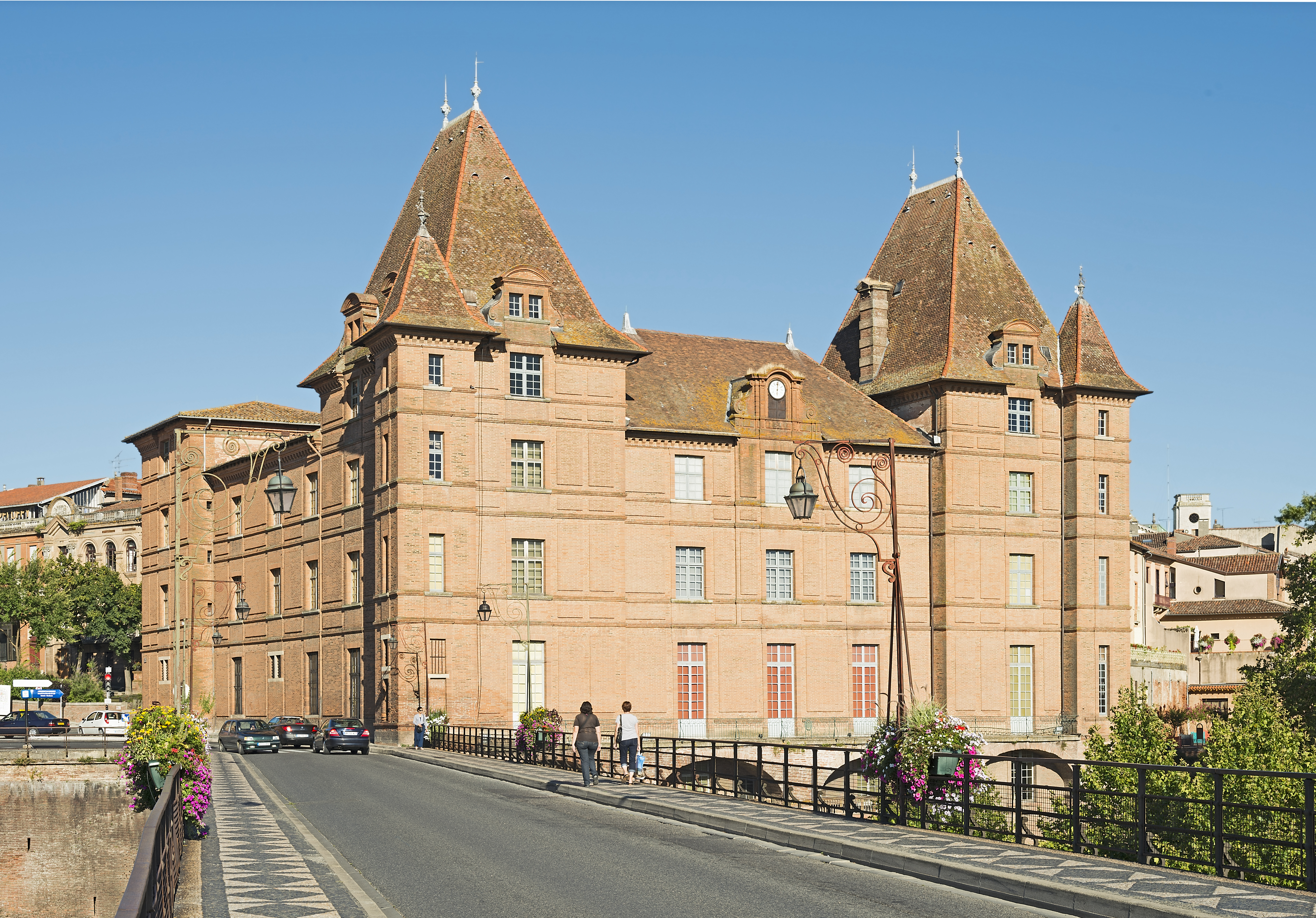
Musée Ingres
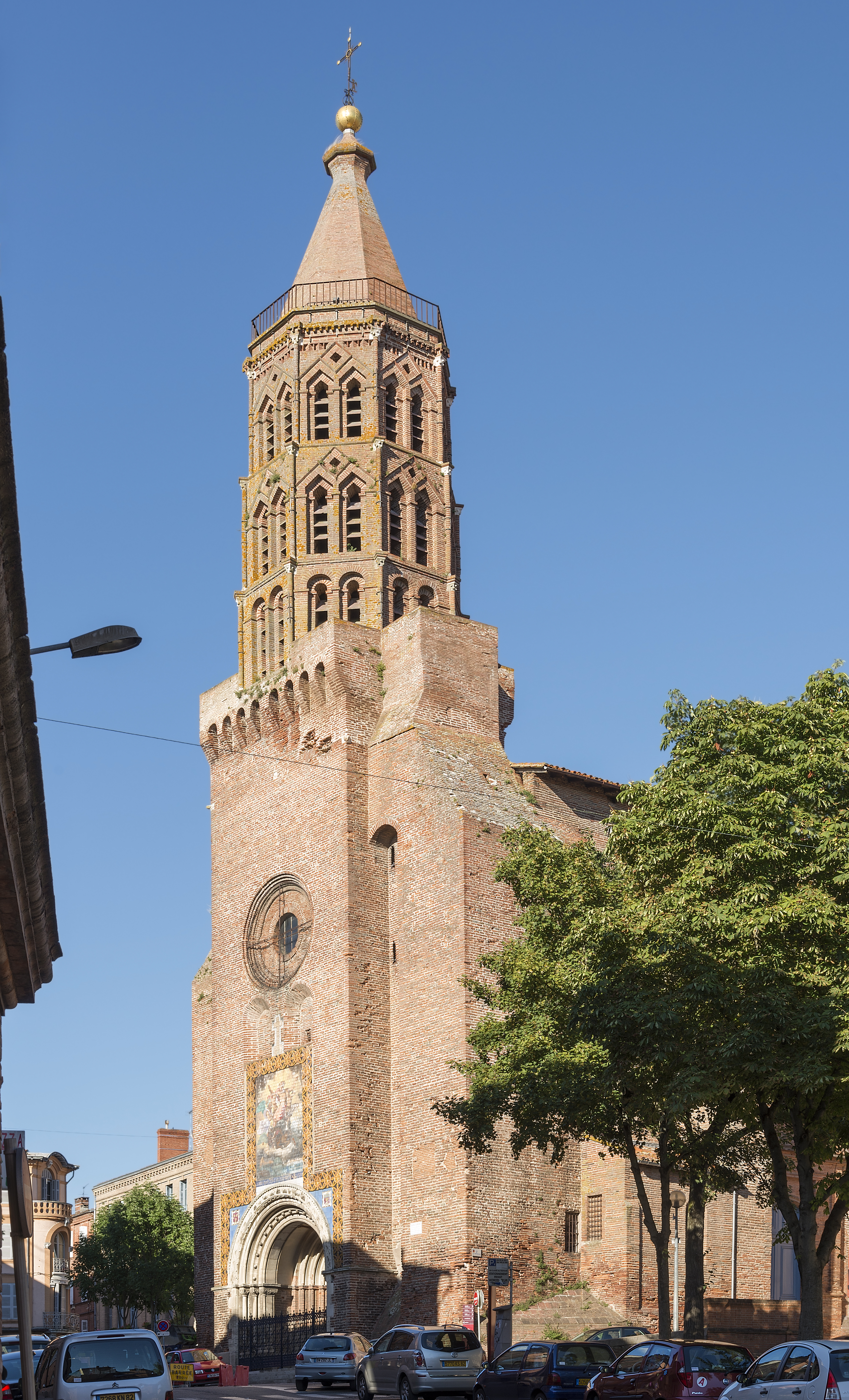
Kirche Saint Jacques
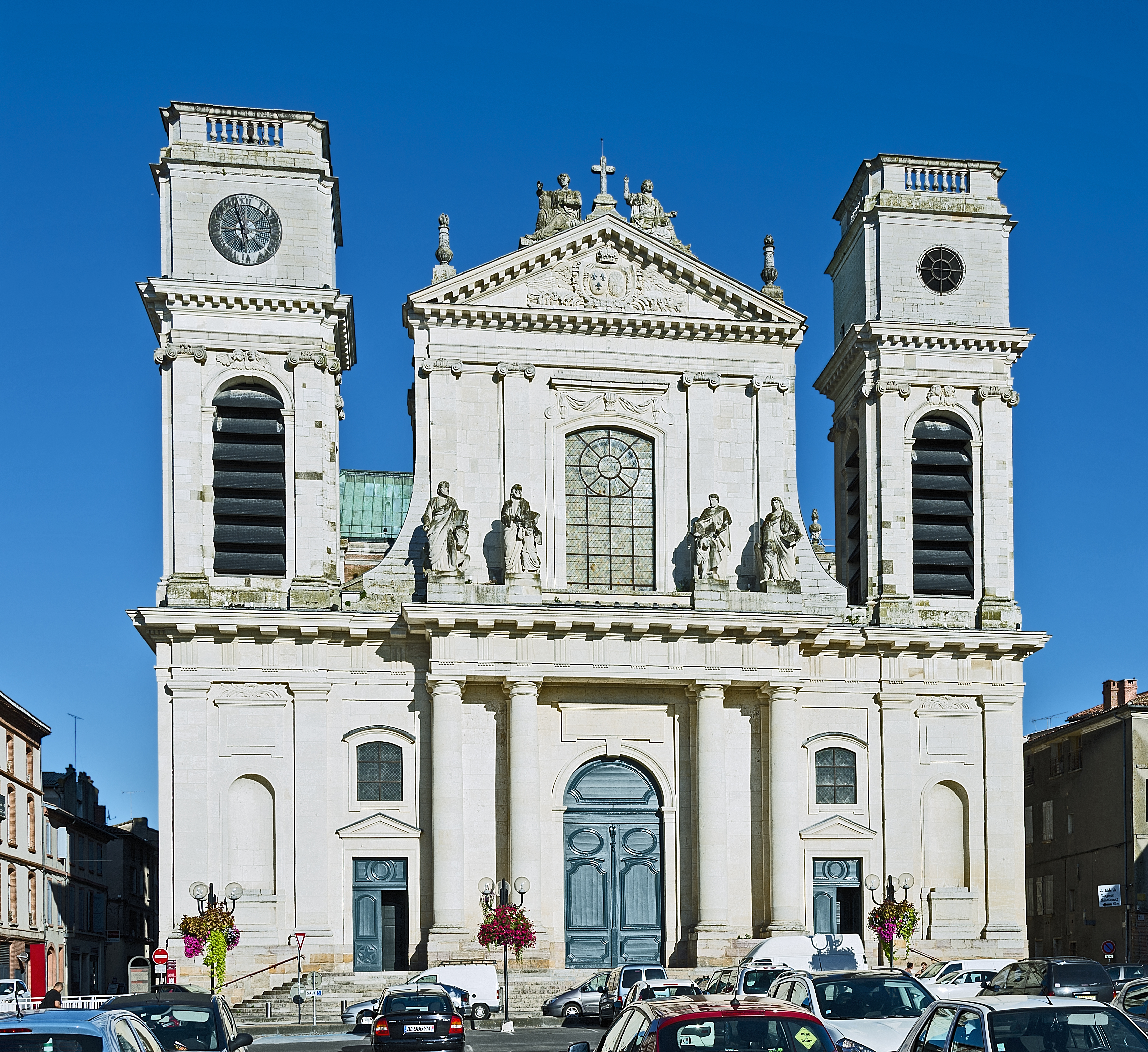
Kathedrale

## Persönlichkeiten

### Söhne und Töchter der Stadt

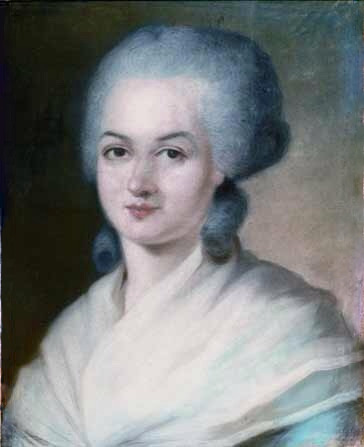
Olympe de Gouges

- Martial Alba († 1553), Theologe und evangelischer Märtyrer
- Pierre Yvon (1646–1707), Prediger bei den Labadisten
- Jean de Natalis (1670–1754), preußischer Gouverneur des Kantons Neuenburg
- Louis de Cahusac (1706–1759), Dramenautor, Librettist, königlicher Zensor und Beiträger zur Encyclopédie
- Jean-Jacques Lefranc de Pompignan (1709–1784), Schriftsteller
- Jean-Georges Lefranc de Pompignan (1715–1790), römisch-katholischer Erzbischof und Politiker
- Jacques Antoine Hippolyte Guibert (1743–1790), Offizier und Militärschriftsteller
- Olympe de Gouges (1748–1793), Frauenrechtlerin
- Jeanbon St. André (1749–1813), Generalkommissar der vier um 1800 gegründeten linksrheinischen Départements, Präfekt des Département du Mont-Tonnerre
- Étienne-Jean-François Borderies (1764–1832), römisch-katholischer Bischof und geistlicher Dichter
- Jean-Pierre Doumerc (1767–1847), General der Kavallerie
- Jean-Auguste-Dominique Ingres (1780–1867), Maler
- Jean Guillaume Lugol (1786–1851), Arzt
- Marie-Therese vom Herzen Jesu (1809–1863), römisch-katholische Ordensfrau, Selige
- Jean-Pierre Alibert (1820–1905), Kaufmann, Pelzhändler und Mineraloge
- Léon Cladel (1834–1892), Jurist und Schriftsteller
- Antoine Bourdelle (1861–1929), Bildhauer und Pädagoge
- Henri Deloncle (1861–1898), Journalist
- Camille Gardelle (1866–1947), Architekt
- Maurice Leenhardt (1878–1954), Ethnologe
- René Bousquet (1909–1993), Täter des Holocaust
- Adrien Salvetat (1910–1987), Politiker
- Jean Malrieu (1915–1976), Dichter
- André Dumas (1918–1996), Pastor der Reformierten Kirche von Frankreich
- Robert Lapoujade (1921–1993), Maler und Regisseur
- Philippe Labro (1936–2025), Schriftsteller, Journalist und Filmemacher
- Roger Lewinter (* 1941), französisch-schweizerischer Schriftsteller und Übersetzer
- Louis Gallois (* 1944), Manager
- Daniel Cohn-Bendit (* 1945), Publizist und Politiker
- Christian Amalvi (* 1954), Historiker
- Jean-Louis Tripp (* 1958), Comiczeichner
- Pierre Pinaud (* 1969), Filmregisseur und Drehbuchautor
- Jean-Philippe Belloc (* 1970), Automobilrennfahrer
- Didier Rous (* 1970), Radrennfahrer
- Caroline Aigle (1974–2007), Kampfpilotin
- Mathieu Perget (* 1984), Radrennfahrer
- Benoît Benvegnu (* 1985), Fußballtorhüter
- Amandine Hesse (* 1993), Tennisspielerin
- Valentin Rosier (* 1996), Fußballspieler
- Clément Michelin (* 1997), Fußballspieler
- Bryan Lasme (* 1998), Fußballspieler
- Alessandro Ghiretti (* 2002), Automobilrennfahrer

### Persönlichkeiten in Verbindung mit Montauban
- Gérard Barray (1931–2024), Schauspieler
- Hier wohnte der Jazz-Schriftsteller Hugues Panassié (1912–1974), zu dessen Gedenken regelmäßig Jazz-Festivals in Montauban stattfinden.
- Montauban war der letzte Wohnort des jüdischen Flüchtlingsmädchens Adele Kurzweil (1925–1942) aus Graz und ihrer Eltern. Ihr Schicksal wurde durch den späten Fund ihres Koffers (1990) bekannt. Die Geschichte ihrer Flucht diente in den Jahren nach ihrer historischen Aufarbeitung mehrfach als Vorlage für künstlerische Werke.
- In Montauban starb Manuel Azaña, der letzte Präsident der Zweiten Spanischen Republik (siehe oben).

## Städtepartnerschaften
- Pawhuska (Oklahoma), Vereinigte Staaten
- Jokne’am, Israel
- Khémisset, Marokko
- Prokuplje, Serbien